# Camena, Tulcea
Camena este un sat în comuna Baia din județul Tulcea, Dobrogea, România. Se află în partea de SE  a podișului Babadagului. Este capătul sudic al faliei Peceneaga - Camena, care desparte două unități cu structură morfologică diferită și anume Dobrogea de Nord și Dobrogea Centrală.